# Grupos de ahorro
Grupo de ahorro es un grupo cerrado de personas físicas y/o jurídicas, promovido por una empresa administradora, con el fin de proporcionar la adquisición de bienes y/o servicios por medio del auto financiamiento entre sus miembros. También se lo define como: "un sistema de compra dividida y programada de un bien donde un grupo de participantes organizados por una empresa administradora fracciona el valor del bien deseado por el número de meses en que están dispuestos a pagarlo entre todos".
Es conocido en distintos países latinoamericanos como: Sistema de Ahorro Programado, Auto-Ahorro, Autofinanciamiento, Fondo Colectivos, Ahorros previos, Compras Programadas, Consorcio.

## Funcionamiento
Según la periodicidad definida, que generalmente es mensual, el grupo financia la entrega de un número reducido de bienes -o el dinero necesario para adquirirlos- para un conjunto reducido de miembros, a través de dos formas: sorteo y licitación. 
En el sorteo, se elige a uno de los miembros mediante una selección aleatoria entre todos los miembros del grupo. 
En la licitación, los miembros informan cuántas cuotas quieren adelantar (licitar) para conseguir el crédito. El miembro que adelante más cuotas obtiene el crédito deseado para la compra del bien.

## Tipos de grupos de ahorro
Los grupos de ahorro pueden ser de dos tipos:
- Grupo homogéneo: Cuando todos los miembros están interesados en bienes del mismo valor monetario, por ejemplo, en un automóvil marca A modelo B.
- Grupo mixto: Cuando los bienes deseados por los miembros del grupo tienen valores diferentes. Por ejemplo, algunos están interesados en un automóvil marca A modelo B, otros en una camioneta de marca C modelo D, y otros en una motocicleta de marca X modelo Y.

El grupo mixto es el más frecuente. En este tipo de grupos, la empresa administradora asume riesgos en caso de que no haya dinero suficiente en la caja del grupo para financiar los bienes convenidos.
Generalmente los grupos de ahorro, por estar basados en el auto financiamiento, son una oportunidad de compra de bienes más económica que el financiamiento obtenido a través de los bancos u otras instituciones financieras. Pero eso puede variar de un país a otro y del contexto económico para un momento específico.

## Grupos de Ahorro en América Latina
En América Latina existen grupos de ahorro previo en Argentina, Brasil, Chile, Colombia, Ecuador, Perú y Uruguay.
Si bien los grupos de ahorro de estos países comparten la mayoría de las características, existen pequeñas variaciones en los nombres con los cuales se los identifica. Por ejemplo, en Brasil se los denomina Administradoras de Consórcios, en Uruguay se los denomina Administradoras de grupos de ahorro previo, en Perú Fondo colectivo y en Ecuador Administradoras de grupos de compra programada.
El grado de supervisión de estos grupos puede variar de un país a otro pero en la mayoría de los casos están regulados por el Banco Central de cada país. 
En la mayoría de los países mencionados las empresas administradoras de grupos de ahorro se agrupan formado asociaciones. En Brasil, por ejemplo, existe la Associaçāo Brasileira de Administradoras de Consórcios. En Argentina, existe incluso una cámara de grupos de ahorro específica para los automotores denominada Cámara de Ahorro Previo Automotor.